# Avatar de silici
"Avatar de silici" (títol original en anglès "Silicon Avatar")  és el quart episodi de la cinquena temporada, de la sèrie de televisió de ciència-ficció estatunidenca Star Trek: La nova generació i el 104è de tota la sèrie. Es va emetre originalment el 14 d'octubre de 1991 en redifusió als Estats Units. L'episodi va ser escrit per Jery Taylor. Fou dirigit per Cliff Bole.
Ambientada al segle XXIV, la sèrie segueix les aventures de la tripulació de la nau de la Flota Estel·lar de la Federació Enterprise-D sota el comandament del capità Jean-Luc Picard. La forma de vida que apareix en aquest episodi ja s'havia introduït anteriorment a "Datalore".

## Argument
El comandant Riker, el tinent comandant Data, i la doctora Beverly Crusher visiten la colònia Melona IV, quan apareix l'Entitat Cristal·lina i comença a esquinçar la superfície planetària. Tot i que la ràpida evacuació a les coves té un èxit majoritari, dos dels colons, un dels quals Riker ha expressat un possible interès romàntic, moren en l'atac. L'Enterprise ajuda els supervivents i els allibera després que l'Entitat marxi. L'Enterprise emprèn la persecució de l'Entitat, amb l'ajuda de Kila Marr, que és una xenobiòloga i experta en la criatura. Marr no confia en Data, ja que sap que el germà de Data, Lore, ha ajudat l'Entitat en el passat. El capità Picard espera qüestionar aquesta percepció fent que Data treballi estretament amb la Doctora Marr, malgrat la preocupació de la consellera Deanna Troi que el seu suggeriment no redueixi els sentiments d'animositat de la Doctora Marr.
Mentre treballa a les coves de Melona IV, Marr continua mostrant animositat cap a Data. Lleugerament confós, Data intenta convèncer-la que no s'assembla en res a Lore i que no té cap afiliació amb l'Entitat. Quan li pregunta què li fa pensar que té alguna cosa a veure amb l'Entitat, Marr revela l'origen del seu prejudici: el seu fill de 16 anys va ser assassinat per l'Entitat a  Omicron Theta, que també era el món natal de Data. Ella mostra a Data el seu sentit de venjança i justícia amenaçant-lo que si descobreix que està involucrat amb l'Entitat, tal com ella sospita, el farà "desmuntar peça per peça". Picard diu a Marr que no té intenció de matar l'Entitat sense intentar comunicar-s'hi abans. Marr és escèptica, però ella i Data elaboren un mètode per parlar amb l'Entitat. Mentre la Dra. Marr treballa amb Data, arriba a entendre que Data i Lore són diferents, reconeixent la personalitat estoica però virtuosa i el seu alt intel·lecte. Durant la seva investigació, Marr descobreix que Data està programat amb els records i les experiències de la colònia Omicron Theta, incloent-hi els del seu fill mort, Raymond "Renny". Data li explica quant admirava el seu fill la seva feina com a científic. A petició de Marr, Data llegeix extractes dels diaris del seu fill, amb la veu de l'adolescent, cosa que fa que la dona, emocionada, plori en sentir el so de la veu del seu fill mort.
L'Enterprise localitza l'Entitat i comença a enviar-hi una sèrie de polsos de gravitons. La criatura respon i emet un patró de resposta que és un clar signe de comprensió. Picard està eufòric per un possible primer contacte. Tanmateix, en un moment de malícia intencionada alimentada pel desig de venjar la mort del seu fill, Marr altera el pols per emetre gravitons en un feix continu i bloqueja el programa perquè no es pugui aturar. El feix arriba a un nivell de ressonància on l'Entitat queda destrossada. Marr s'adreça a Data com si fos el seu fill, dient-li que ella va destruir l'entitat per ell. Després d'haver pres la seva tan esperada venjança però sacrificant la seva carrera en el procés, Marr està a punt de col·lapsar. Un Picard disgustat fa que Data acompanyi Marr de tornada a les seves estances. Allí, Marr pregunta a Data quant de temps funcionarà i ell respon que estava programat per funcionar durant una eternitat. Alleujada, Marr li diu a Data que mentre ell funcioni, el seu fill és viu. Parlant-li com si fos el seu fill, la Dra. Marr suplica a Data que faci saber a "Renny" que va destruir l'Entitat per ell, amb l'esperança que el seu acte doni a l'esperit del seu fill una sensació de pau. Data li informa que el seu fill no hauria aprovat que ella destruís l'Entitat, dient que estimava la seva feina com a científica però que en el seu dolor per la seva mort, va destruir la raó mateixa per la qual la seva feina és tan important i que ell no la pot ajudar. La realitat s'imposa a una Dra. Marr horroritzada, mentre reflexiona en silenci sobre el que ha fet.

## Repartiment i doblatge al català
La sèrie va ser doblada al català pels estudis Tramontana (primera part) i Soundtrack (segona part) i emesa a TV3 l’any 1991. Els dobladors de l'episodi foren:
| Personatge           | Actor/actriu    | Veu en català         |
| -------------------- | --------------- | --------------------- |
| Jean-Luc Picard      | Patrick Stewart | Joan Crosas           |
| William Riker        | Jonathan Frakes | Antoni Forteza        |
| Data                 | Brent Spinner   | Joaquim Sota          |
| Geordi La Forge      | LeVar Burton    | Aleix Estadella       |
| Worf                 | Michael Dorn    | Enric Arquimbau       |
| Beverly Crusher      | Gates McFadden  | Aurora Garcia         |
| Deanna Troi          | Marina Sirtis   | Victòria Pagès        |
| Dra Kila Marr        | Ellen Geer      | Marta Padovan         |
| Carmen Davila        | Susan Diol      | Maria Josep Guasch    |
| Raymond 'Renny' Marr | Jason Marsden   | Albert Trifol Segarra |

## Producció
La idea d'una seqüela de "Datalore" va sorgir de Lawrence V. Conley. L'equip de producció no volia fer cap seqüela en aquell moment, però a Jeri Taylor li va agradar la història. Estava particularment fascinada per l'obsessió de Kila Marr amb l'Entitat Cristal·lina, que veia com un paral·lelisme amb Moby Dick. Per tant, Taylor va escriure un guió basat en la història de Conley.  Per a Conley, aquest va ser el seu únic treball de guió.
El significat exacte del títol original "Avatar de silici" no està del tot clar. La paraula "avatar" té diversos significats en anglès. Aquí aparentment s'utilitzava en el sentit de "repositori de coneixement". El títol probablement fa referència a Data i als records dels colons que hi ha emmagatzemats.
El Golden Oak Ranch, a la Santa Clarita Valley, al nord de Los Angeles, va servir com a lloc de rodatge de la colònia a Melona IV. Com a "Datalore", l'entitat cristal·lina va ser creada completament mitjançant CGI. Es va crear un nou model per a la versió remasteritzada publicada el 2012.

## Recepció

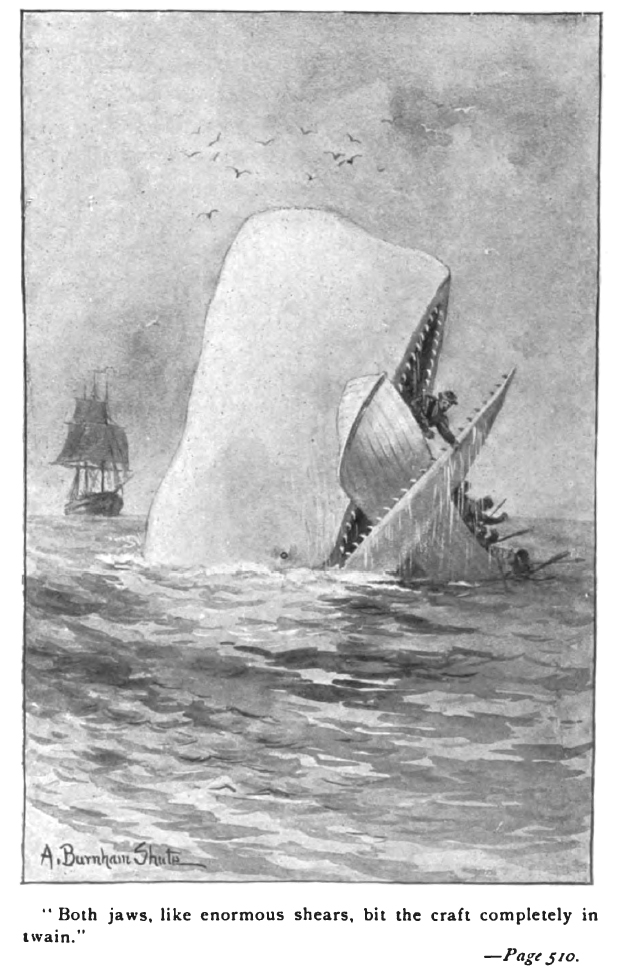
S'ha comparat “Avatar de silici” amb la novel·la Moby Dick, i l'Entitat Cristal·lina s'ha comparat amb la Balena

Keith DeCandido va qualificar l'episodi a tor.com el 2012 com un episodi força dolent de Star Trek: la nova generació, que pateix del fet que el paper de Kila Marr està massa mal escrit. Al principi, és extremadament hostil envers Data, només a causa dels crims que va cometre Lore. Quan s'assabenta que Data ha salvat els records del seu fill, el seu comportament canvia sobtadament a amable. El seu col·lapse psicològic complet, que la fa incapaç de distingir entre Data i el seu fill, sorgeix completament del no-res.
Space.com va assenyalar que l'Entitat Cristal·lina ha estat un dels extraterrestres més exòtics de la franquícia "Star Trek"; noten el seu aspecte semblant a un floc de neu, bell però mortal. L'episodi destaca per incloure una forma de vida no basada en el carboni, que s'ha explorat diverses vegades a la franquícia Star Trek.
A Star Trek FAQ 2.0 (Unofficial and Unauthorized): Everything Left to Know About the Next Generation, the Movies, and Beyond de Mark Clark, afirma que aquest és un dels episodis de Star Trek inspirat en la novel·la clàssica Moby Dick. Compara l'Entitat Cristal·lina amb una balena i el personatge Marr amb el capità Ahab. Expliquen que això es pot comparar amb l'episodi de Star Trek de 1967 "La màquina del judici final", que també tenia elements d'aquella novel·la. Comenten que l'episodi crea un "escenari carregat d'emocions" i lloen l'actuació de l'actriu Ellen Geer com a Doctora Marr.
A The Music of Star Trek, van considerar que la partitura de Chattaway oferia un "suport dramàtic memorable" a "Avatar de silici".
A Star Trek Visions of Law and Justice van qüestionar el dret a la vida de l'Entitat Cristal·lina després d'haver matat tantes persones.

## Llançaments
El 22 d'octubre de 1996, aquest episodi i "L'alferes Ro" es van publicar en LaserDisc als Estats Units.
L'episodi es va estrenar als Estats Units el 5 de novembre de 2002, com a part del conjunt de DVD de la temporada 5 de "Star Trek: La nova generació". El primer llançament en Blu-ray va ser als Estats Units el 18 de novembre de 2013, seguit del Regne Unit l'endemà.